# 2 dagar i Paris
2 dagar i Paris (originaltitel: 2 Days in Paris) är en fransk-tysk dramakomedifilm från år 2007 i regi av Julie Delpy. Delpy har även producerat och klippt filmen, skrivit filmens manus samt komponerat filmens musik.

## Handling
Marion (Julie Delpy) och hennes pojkvän Jack (Adam Goldberg) har beslutat sig för att stanna två dagar i den franska huvudstaden Paris efter en romantisk resa till Venedig innan de två åker hem till New York. I Paris besöker de bland annat Gare du Nord och Jim Morrisons grav på Père Lachaise. Marion, som är uppväxt i Paris, och Jack besöker Marions föräldrar i staden (spelas av Julie Delpys riktiga föräldrar), möter hennes syster (Aleksia Landeau) och Marions franska vänner. Filmen handlar till stor del om relationen mellan Marion och Jack, de kulturella skillnaderna mellan fransyskan Marion och amerikanen Jack. Paret bråkar eftersom de två inser att de inte känner varandra. Bland annat tycker inte Jack om Marions tidigare relationer med andra män. Men med hjälp av bland annat en terrorist (Daniel Brühl) hittar de kärleken igen.

## Rollista (i urval)
- Julie Delpy - Marion
- Adam Goldberg - Jack
- Daniel Brühl - Lukas
- Marie Pillet - Anna (Marions mor)
- Albert Delpy - Jeannot (Marions far)
- Aleksia Landeau - Rose (Marions syster)
- Adan Jodorowsky - Mathieu
- Alexandre Nahon - Manu
- Vanessa Seward - Vanessa
- Thibault De Lussy - Gaël

## Om filmen
Filmen är producerad av Delpy, Christophe Mazodier och Thierry Potok och distribueras av Samuel Goldwyn Films. Filmen belönades med en César du cinéma i kategorin César du meilleur scénario. År 2012 kom uppföljaren 2 dagar i New York i regi av Julie Delpy med bland andra Delpy, Chris Rock och Albert Delpy i rollerna.